# آل متیوز
اَل متیوز (به انگلیسی: Al Matthews) (زادهٔ ۲۱ نوامبر ۱۹۴۲ –  درگذشته ۲۲ سپتامبر ۲۰۱۸) یک هنرپیشه اهل ایالات متحده آمریکا بود.

## گزیده فیلمشناسی
از فیلم‌ها یا برنامه‌های تلویزیونی که وی در آن نقش داشته‌است می‌توان به آثار زیر اشاره کرد.
- طالع نحس ۳: درگیری نهایی (۱۹۸۱)
- رگتایم (۱۹۸۱)
- سوپرمن ۳ (۱۹۸۳)
- بیگانه‌ها (۱۹۸۶)
- رولت آمریکایی (۱۹۸۸)
- عنصر پنجم (۱۹۹۷)
- فردا هرگز نمی‌میرد (۱۹۹۷)